# Zakład Antropologii Polskiej Akademii Nauk
Zakład Antropologii we Wrocławiu – jednostka naukowa Polskiej Akademii Nauk, pełna nazwa
Polska Akademia Nauk Zakład Antropologii we Wrocławiu.
Zakład Antropologii został utworzony 30 grudnia 1952 roku na mocy uchwały Sekretariatu Naukowego Prezydium Polskiej Akademii Nauk.
Zakład Antropologii we Wrocławiu zajmuje się badaniami antropologicznymi w obszarach biologii człowieka, nauk medycznych i nauk społecznych.